# Beira (Mosambik)
Beira je čtvrté největší město v Mosambiku. Leží v centrální oblasti v provincii Sofala, u ústí řeky Pungwe do Indického oceánu. Populace vzrostla z 397 368 obyvatel v roce 1997 na 533 825 obyvatel při sčítání v roce 2017. Regionální význam má zdejší přístav, který slouží jako brána do centrální části země, ale i do sousedních vnitrozemských států Zimbabwe, Zambie a Malawi. Beira byla založena Portugalci v 19. století a zůstala pod portugalskou správou až do roku 1975, kdy Mosambik vyhlásil nezávislost. V březnu 2019 bylo město z 90 % zničeno cyklonem Idai.

## Historie

### Portugalská správa

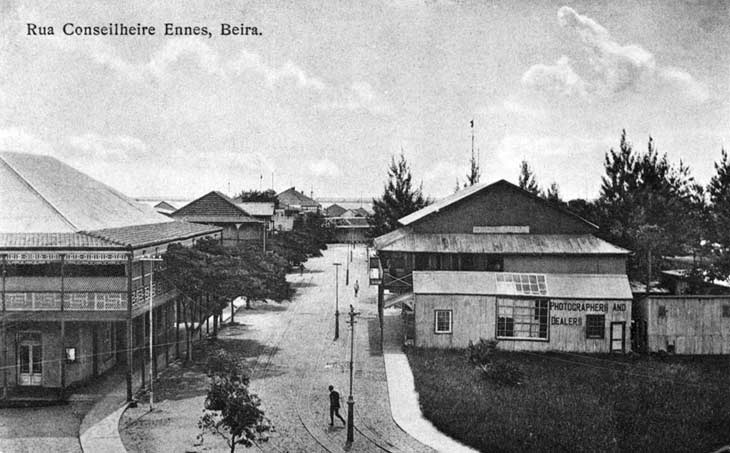
Ulice Rua Conselheiro Ennes, Beira, kolem roku 1905.

Město bylo založeno Portugalci v roce 1887 a brzy nahradilo Sofalu jako hlavní přístav v Portugalci kontrolované oblasti. Původně bylo nazváno Chiveve, po místní řece, ale v roce 1907 bylo přejmenováno na počest korunního prince Luíse Filipeho, který toho roku jako historicky první člen královské rodiny navštívil Mosambik. Korunnímu princi tradičně náležel titul prince z Beiry, historické provincie v Portugalsku. Portugalci vybudovali přístav a železnici do Rhodesie. V roce 1907 povýšila portugalská koruna Beiru z vesnice na město.
Město bylo pod správou Mosambické obchodní společnosti (Companhia de Moçambique) od roku 1891 až do roku 1942, kdy přešlo pod přímou správu portugalské vlády. V roce 1966 byla dokončena stavba nové železniční stanice. Před vyhlášením mosambické nezávislosti, jako město Portugalské východní Afriky, byla Beira ceněna pro svůj dobře vybavený přístav, jeden z nejvýznamnějších v celé východní Africe, jako centrum obchodu, rybaření a turistiky. Město prosperovalo jako kosmopolitní přístav s obyvatelstvem složeným z různých etnických komunit (Portugalci, Indové, Číňané, Bantuové), jejichž zástupci se podíleli na správě a obchodních i průmyslových aktivitách. Početná anglicky mluvící komunita byla důsledkem toho, že město bylo oblíbenou turistickou destinací bílých Rhodesanů. V roce 1970 mělo město 113 770 obyvatel.

### Po vyhlášení nezávislosti
Po vyhlášení mosambické nezávislosti v roce 1975 mnoho bílých Portugalců opustilo město. V letech 1977–1992 v Mosambiku zuřila občanská válka, mezi vládním, marxisticky zaměřeným uskupením FRELIMO, a rebely z RENAMO. V zemi panoval chaos, země stižená válkou, hladomory a nemocemi kolabovala. Dřívější dominanta města, koloniální Grande Hotel, se stal místem pobytu zhruba 1000 bezdomovců, a v době skončení války byl téměř v ruinách.
Město a okolní oblasti byly v roce 2002 silně zasaženy povodněmi, které vyhnaly z domovů přes milión lidí a značně poškodily místní ekonomiku.
V roce 2019 město zdevastoval cyklón Idai, zničeno bylo až 90% budov.

## Podnebí
| Beira – podnebí | Beira – podnebí | Beira – podnebí | Beira – podnebí | Beira – podnebí | Beira – podnebí | Beira – podnebí | Beira – podnebí | Beira – podnebí | Beira – podnebí | Beira – podnebí | Beira – podnebí | Beira – podnebí | Beira – podnebí |
| Období | leden           | únor            | březen          | duben           | květen          | červen          | červenec        | srpen           | září            | říjen           | listopad        | prosinec        | rok             |
| --- | --------------- | --------------- | --------------- | --------------- | --------------- | --------------- | --------------- | --------------- | --------------- | --------------- | --------------- | --------------- | --------------- |
| Nejvyšší teplota [°C]                                                                                                 | 40,0            | 37,8            | 37,2            | 37,5            | 36,8            | 33,4            | 34,6            | 34,7            | 39,6            | 41,6            | 43,0            | 41,0            | 43,0            |
| Průměrné denní maximum [°C]                                                                                           | 31,4            | 31,0            | 30,4            | 29,4            | 27,6            | 25,8            | 25,2            | 26,1            | 27,6            | 28,9            | 30,0            | 30,8            | 28,7            |
| Průměrné denní minimum [°C]                                                                                           | 23,8            | 23,7            | 23,2            | 21,3            | 18,4            | 16,2            | 15,7            | 16,6            | 18,4            | 20,3            | 21,8            | 23,0            | 20,2            |
| Nejnižší teplota [°C]                                                                                                 | 18,5            | 19,0            | 18,5            | 15,6            | 13,2            | 8,3             | 8,2             | 10,1            | 12,0            | 13,1            | 16,2            | 17,0            | 8,2             |
| Průměrné srážky [mm]                                                                                                  | 250,7           | 302,3           | 274,4           | 139,6           | 84,6            | 48,3            | 47,0            | 42,4            | 24,6            | 38,0            | 110,3           | 231,6           | 1 593,8         |
| Dní s deštěm (≥ 1,0 mm)                                                                                               | 10,8            | 12,5            | 11,7            | 8,2             | 7,0             | 7,2             | 7,7             | 5,4             | 3,4             | 5,1             | 7,3             | 10,2            | 96,5            |
| Zdroj 1: Světová meteorologická organizace 18. července 2015 Zdroj 2: Deutscher Wetterdienst (extrémy) 19. duben 2017 |                 |                 |                 |                 |                 |                 |                 |                 |                 |                 |                 |                 |                 |

## Partnerská města
- Bristol, Spojené království (od 1990)[3]
- Porto, Portugalsko[4]
- Boston, Spojené státy (od 1990) [5]
- Padova, Itálie
- Coimbra, Portugalsko (od 1997)
- Tighina, Moldavsko
- Luanda, Angola
- Port Elizabeth, Jihoafrická republika (od 2008)

## Významní rodáci
- Mia Couto (* 1955), spisovatel